# 月老便利店
《月老便利店》（英語：Dear God Of Love），是2021年马来西亚网剧，由XUAN出品，陈志康编剧、陈立谦执导，陈子颖、苏凯漩、吕杨、原腾领衔主演，郭晓东、黄震宇、吴美锜（Meeki）、刘恺欣（Khaisin）主演。该剧于2021年5月20日，于XUAN各大平台上线。

## 播放概况
5月20日于网络先上线，每星期二、四、六，晚上9时播出。电视电影版于2021年6月12日（周六）晚上11时，在Astro AEC（频道306）播出长达90分钟，并于6月13日（周日）早上11时30分重播。电视电影版与网络上线7集的结局版本不一样。

## 创作背景
《月老便利店》原创故事《蓝庭日暖玉生烟》是由金睿瑜所撰写，这部作品在去年的“XUAN原创故事投稿”中脱颖而出，而陈志康改编成剧本，这也是陈志康第一次创作剧本成编剧。

## 剧情简介
《月老便利店》故事以22世纪为背景，讲述当代人早已不相信爱情，反而会利用网络及科技来提供情感上的便利。不再受人们重视的月老，决定下凡为张子庭与徐浩天牵起一段长久的姻缘。张子庭年近30，独立却沉溺于网络世界。她与徐浩天一开始就结下梁子，互看不顺眼，但是在网络世界里却遇上了臭味相投的Spherical。两人相处甜蜜之际，子庭却意外发现了Spherical的真实身份……

## 演员列表

### 主要演员
| 演员              | 角色               | 介绍 |
| 陈子颖 （Emily）  | 张子庭             | 30岁的独立女子，便利店职员，经常沉溺于网络世界。                                                               |
| 吕杨 （Fabian）   | 徐浩天             | 30岁的平凡男子，电讯公司职员。                                                                                 |
| 苏凯漩 （Kendra） | Z小姐              | 子庭的网络虚拟人物                                                                                             |
| 原腾 （Yuan）     | Spherical_Darkness | 浩天的网络虚拟人物 在虚拟世界当中以“嘴贱”的表达方式，赢得子庭（Z小姐）的青睐。                                 |
| 郭晓东 （Thomas） | 重庆               | 33岁，徐浩天的好友以及上司，电讯公司的经理，有上进心的暖男，对感情和性爱都非常放得开。对子庭感兴趣並主动出击。 |

### 客串演出
以下演员名单整理自：
- Ori原味 饰 “月老便利店”经理
- 林尚进 饰 爱神丘比特
- 颜薇恩（MeiYan） 饰 张子庭表姐
- 陈志康（Royce） 饰 月老先生

## 各集列表
| 集数     | 标题                                                     | 片长  |
| -------- | -------------------------------------------------------- | ----- |
| 1        | 22世纪，你还相信520吗?                                   | 10.41 |
| 2        | 月老：我们用一生的时间来演一场插肩而过的戏。             | 14.40 |
| 3        | 爱情的美好，是你难过时有个人陪着你。                     | 18.09 |
| 4        | 有的人无论你多眷恋，却注定是你生命中的过客。             | 16.49 |
| 5        | 月为爱受委屈的，又何止你一个。                           | 11.08 |
| 6        | 对于世界而言，你是一个人；但对于某个人，你是他的全世界。 | 13.42 |
| 7        | 视线，就是月老的红线。                                   | 18.52 |
| 终极彩蛋 | 终极彩蛋                                                 | 3.00  |